# Jürchens Haixi

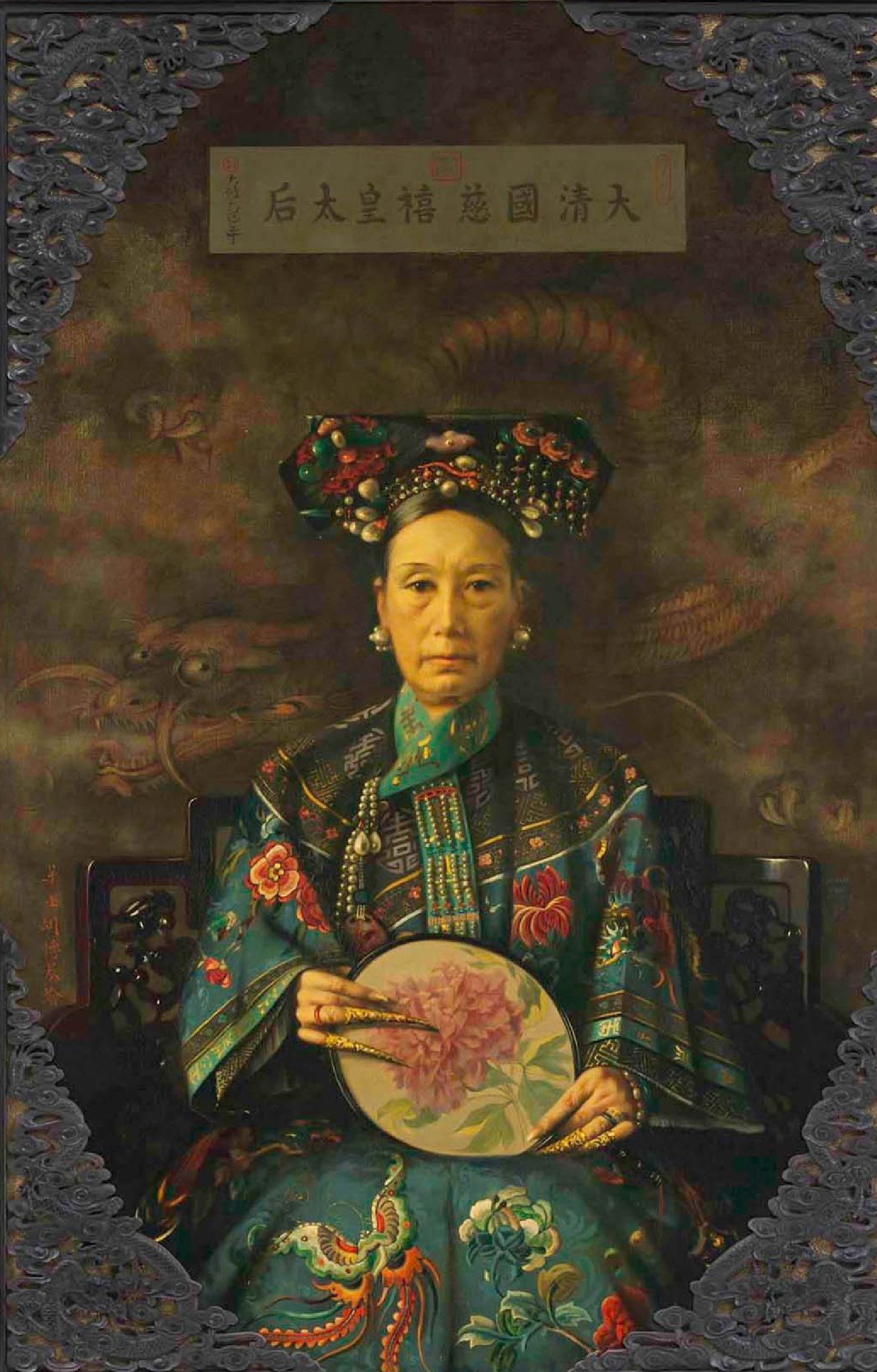
Impératrice douairière Cixi, une Jürchen Haixi.

Les Jurchens Haixi (chinois : 海西女真) étaient un groupe de Jürchens identifié par les Chinois de la dynastie Ming. Ils habitaient une région qui comprend des parties du Jilin, du Heilongjiang, du  Liaoning et de la Mongolie intérieure d'aujourd'hui en Chine.

## Étymologie
Les Jürchens  Haixi (chinois : 海西 ; pinyin : Hǎixī ; litt. « À l'ouest de la mer ») est un nom utilisé par les dynasties chinoises Han pour désigner ce groupe spécifique du peuple toungouse. Dans les archives des autres Jürchens, ils sont appelés « Hūlun gurun », ce qui signifie « le pays ou la terre des Hulun » (chinois : 扈倫 ; pinyin : hùlún). Les quatre clans puissants qui dominaient cette tribu sont appelés « Quatre Huluns » et comprennent Ula, Hoifa, Hada et Yehe.
Les Jürchens Haixi  étaient l'une des trois tribus nomades Jürchen qui vivaient à la frontière nord de la Chine de la dynastie Ming. Les deux autres Jürchen sont respectivement Jürchens Jianzhou et Jürchens sauvages. Bien que l'utilisation contemporaine du mot « Mandchou » inclut les Haixi et les Jürchens sauvages, ces deux tribus ne sont pas appelées à l'origine Mandchous puisque le mot « Mandchou » ou « Manju » était uniquement le nom indigène des Jürchens Jianzhou.

## Histoire
Les Jürchens Haixi sont apparus à la frontière nord de la Chine de la dynastie Ming dans les années 1520. Wangji Wailan, chef du clan Hada, a obtenu un titre de pairie de la dynastie Ming et est devenu vassal sous le régime politique chinois. Le neveu de Wanji Wailan, Wan, a étendu les territoires sous son contrôle et s'est proclamé Khan. Il a établi son siège à Hetu Ala et était également appelé « Ningguta Beile ».  Les Jürchens Haixi  se sont rangés du côté de la dynastie Ming tout au long du règne de Wan. Lorsque Wanggao, chef des Jürchens Jianzhou, a lancé une rébellion contre la Chine Ming, les Jürchens Haixi ont participé activement à la répression de la rébellion de Wanggao. Après la capture et l'exécution de Wanggao, la Chine a grandement récompensé les Haixi Jürchens.
Aux premiers stades de la montée de l’empire Qing, les Jürchens Haixi ont joué un rôle important et antagoniste. Les Jürchens de Jianzhou, qui deviendront plus tard le dirigeant de la Chine Qing, entretenaient des relations amères avec les Jürchens Haixi. Finalement, le clan Hada fut vaincu par les Jürchens Jianzhou en 1601, marquant la fin de son indépendance. Un autre clan notable, Yehe, a résisté plus longtemps aux Jürchens Jianzhou avec des tentatives infructueuses de recherche d'alliance avec la dynastie Ming (puisque Haixi et Ming sont vaincus de manière décisive par Jianzhou et n'ont pas pu égaliser les chances). En 1619, le chef des Jianzhou Nurhaci assiège le siège du chef Haixi Gintaisi . Gintaisi est mort pendant le siège en laissant une fameuse malédiction « Même s'il ne reste qu'une fille dans mon clan, je renverserai les Mandchous ! ».  La malédiction a sans doute été accomplie par sa descendante directe, l'impératrice douairière Cixi, qui a usurpé le pouvoir de la maison d'Aisin-gioro et est devenue de facto la dirigeante de la Chine. La malédiction a également été accomplie par l'impératrice douairière Longyu, une descendante de Gintaisi, et celle qui a finalement signé l'abdication de Puyi du trône, mettant ainsi fin à la dynastie Qing.

## Personnalités notables
- Cuigiya Lianyuan
- Impératrice douairière Cixi
- Nalan Mingzhu
- Nalan Xingde